# Taejong
Taejong (koreanisch: 태종) (* 13. Juni 1367, Joseon; † 30. Mai 1422, ebenda) war während seiner Regierungszeit von 1400 bis 1418 der 3. König der Joseon-Dynastie (조선 왕조) (1392–1910) in Korea.

## Leben
Yi Bang-won (이방원) wurde am 13. Juni 1367 als fünfter Sohn des Generals Yi Seong-gye (이성계) und späteren König Taejo (태조) in Hamhung, Goryeo geboren. Seine Mutter war Königin Shinui (신의). Während der Regierungszeit seines Vaters entstand zwischen den Brüdern ein Streit um die Thronfolge, nachdem sein Vater 1392 seinen jüngsten Sohn Yi Bang-seok (이방석) zu seinem Nachfolger bestimmt hatte. Yi Bang-won war die treibende Kraft in diesem Streit und er schreckte auch stets nicht davor zurück Widersacher töten zu lassen.
Sein erstes Opfer war der moderate Reformer Jeong Mong-ju (정몽주), der, nachdem Yi Bang-wons Vater vom Pferd gefallen und verletzt war und Jeong Mong-ju als Opponent seines Vaters denselben mit seinen Gefolgsleuten töten lassen wollte, von Yi Bang-won selbst getötet wurde. Infolgedessen ergriff Yi Seong-gye die Macht und gründete das Joseon-Reich und die Joseon-Dynastie.
Als sich Yi Seong-gye, dessen Unterstützer Yi Bang-won stets war, von den Regierungsgeschäften zunehmend zurückzog und die neokonfuzianischen Gelehrten zunehmend Einfluss gewannen und ein Verwaltungsrecht festlegten, das ganz auf die konfuzianischen Idealen und Prinzipien beruhte, wurden die engagiertesten Söhne Yi Seong-gyes unzufrieden, da sie von der sich entwickelten Situation nicht profitierten und die Frage der Thronfolge sie auch noch entzweite. 
Yi Bang-won tötete schließlich den Reformer Jeong Do-jeon (정도전), der maßgeblich für die neue Politik verantwortlich war und unter anderem auch noch als Unterstützer seines Bruders und Thronfolgers Yi Bang-seok galt. Er ließ Yi Bang-seok exekutieren und seinen nächstälteren Bruder in die Verbannung schicken. Daraufhin bestimmte Yi Seong-gye seinen zweiten Sohn Yi Bang-gwa (이방과) zu seinem Nachfolger, der 1398 nach Yi Seong-gyes Abdankung den Thron bestieg. Im Jahr 1400 verzichtete Yi Bang-gwa auf Druck und zugunsten seines Bruders Yi Bang-won schließlich auf den Thron, womit Yi Bang-won als König Taejong (태종) inthronisiert wurde und sein Ziel erreicht hatte.
Nach der Thronbesteigung wurden das politische System und das Militär reformiert. Taejong gründete sechs Ministerien, bildete eine Zentralarmee und ersetzte den Geheimen Staatsrat durch eine Ratsversammlung. Der Buddhismus wurde unterdrückt und den Klöstern durch eine Wirtschaftsreform die Basis entzogen. Dieses Verwaltungssystem unterschied sich grundsätzlich von den politischen Systemen früherer Königreiche und bestand auch über seine Regierungszeit hinaus.

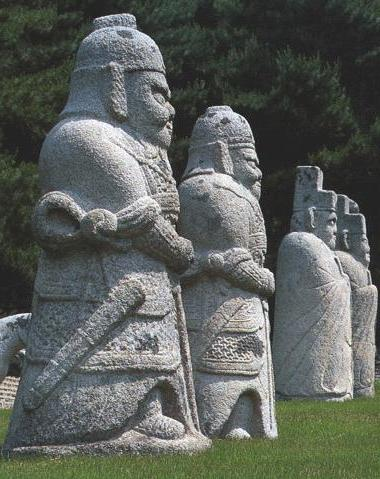
Steinfiguren vor Taejongs Grab

Am 3. Juni 1418 entzog König Taejong seinem erstgeborenen Sohn Yangnyeong (양녕) nach einer jahrelangen Frustration über ihn die Thronfolge. Er benannte seinen dritten Sohn Prinz Chungnyeong (충녕) zum Nachfolger und verzichtete schließlich am 10. August 1418 zu dessen Gunsten durch Abdankung auf den Thron.
Taejong verstarb am 30. Mai 1422 im Suganggung-Palast (수강궁) in Hanyang (한양) und wurde in der königlichen Grabanlage Heonilleung (헌인릉), die sich heute im Stadtteil Seocho-gu (서초구) der Stadt Seoul befindet, beigesetzt.

## Einzelnachweise

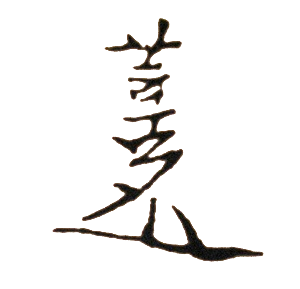
Zeichen des Königs Taejong